# 박치문
박치문(朴治文, 1948년 ~ )은 대한민국의 아마추어 바둑 기사로 바둑 해설가로 활동하여 중앙일보 관전기로 활동했으며, 현재 한국기원 부총재이다.

## 약력
1966년 전주고(43회 졸업)와 1979년 서울대 국문과(1966학번)를 졸업하여 조선일보, 세계일보에 입사하여 바둑 필자를 연재하여 같은 신문사의 차장 1990년 ~ 1991 세계일보 부장대우 1992년 ~ 2014년 중앙일보 편집국 문화부 차장의 바둑기보(왕위전, 삼성화재배)를 연재했으며, 중앙일보 편집국 문화부 부장대우 해설 겸 전문위원으로 근무했다. 바둑 해설가로 활동하여 1997년 1월 97 바둑담당기자 · 필자 바둑대회 갑조에서 우승(중앙일보 바둑담당 전문위원), 1997년 6월호 ~ 1998년 12월호에서 1년 7개월간 월간 바둑의 잡지에서 《이창호 파일》에서 연재하여 이창호와 함께 저서로 책을 펴냈다. 현재 바둑 전문 케이블 TV에 고정 출연하고 있다. 바둑TV의 《조훈현 명국선》, 《세계바둑 명국선》,
《21세기 걸작선》등을 바둑 해설의 고정적으로 진행했다.